# De huurster van Wildfell Hall
De huurster van Wildfell Hall (alternatieve titel: De bewoonster van Wildfell Hall, oorspronkelijke titel: The Tenant of Wildfell Hall) is een briefroman van de Britse schrijfster Anne Brontë, die elf maanden na de publicatie ervan stierf. Het boek werd voor het eerst gepubliceerd in 1848 onder het pseudoniem Acton Bell.

## Personages
- Mw. Helen Graham - de protagoniste
- Arthur Huntingdon - Helens man
- Gilbert Markham - de man op wie Helen verliefd wordt
- Master Arthur Huntingdon - Helens en Arthurs zoon
- Dhr. Maxwell - Helens oom
- Peggy Maxwell - Helens tante
- Frederick Lawrence - broer van Helen
- Annabella Wilmot, Lady Lowborough - Lord Lowboroughs vrouw en minnaar van Arthur Huntingdon
- Lord Lowborough - vriend van Huntingdon
- Ralph Hattersley - vriend van Huntingdon en Milicents man
- Dhr. Grimsby - vriend van Huntingdon
- Fergus Markham - broer van Gilbert
- Rose Markham - zuster van Gilbert
- Mw. Markham - moeder van Gilbert, Rose en Fergus
- Jane Wilson - Eliza's vriendin
- Richard Wilson - Janes broer
- Robert Wilson - Janes broer
- Mw. Wilson - Janes, Roberts en Richards moeder
- Eliza Millward - Roses en Janes vriendin
- Mary Millward - Eliza’s oudere zuster
- Michael Millward - predikant van de Linden-Car. Hij heeft twee dochters, Mary en Eliza
- Walter Hargrave - Millicents en Esthers broer die verliefd wordt op Helen
- Milicent Hargrave - Helens vriendin
- Esther Hargrave - Helens vriendin en Millicents jongere zuster
- Mw. Hargrave - Walters, Milicents en Esthers moeder
- Dhr. Boarham - vriend van Mr. Maxwell
- Dhr. Wilmot - vriend van Mr. Maxwell
- Rachel - een dienstmeid en vertrouwelinge van Helen
- Alice Myers - gouvernante van Arthur-Junior en minnaar van Huntingdon
- Benson - knecht van Huntingdon
- Jack Halford - Gilberts vriend

## Nederlandse Vertalingen
- 1849 - P. van Os, van druten en Bleeker
- 2006 - Elke Meiborg, Just Publishers[1]

## Verfilmingen
- The Tenant of Wildfell Hall (1968) televisiefilm bij de BBC vertoond op 29 december 1968 - 18 januari 1969 met Janet Munro als Helen Graham, Corin Redgrave als Arhur Huntingdon en Bryan Marshall als Gilbert Markham.
- The Tenant of Wildfell Hall (1996) miniserie bij de BBC met Tara Fitzgerald als Helen Graham, Rupert Graves als Arhur Huntingdon, Toby Stephens als Gilbert Markham en James Purefoy als Frederick Lawrence.